# جورج أرنولد
جورج أرنولد (بالإنجليزية: George Arnold)‏ هو كاتب وشاعر أمريكي، ولد في 24 يونيو 1834 في نيويورك في الولايات المتحدة، وتوفي في 9 نوفمبر 1865 في مقاطعة مونموث في الولايات المتحدة.